# Bjeliši
Bjeliši är en del av en befolkad plats i Montenegro. Den ligger i den södra delen av landet, 40 km söder om huvudstaden Podgorica. Bjeliši ligger 13 meter över havet och antalet invånare är 1 422.
Terrängen runt Bjeliši är varierad. Havet är nära Bjeliši åt sydväst. Runt Bjeliši är det ganska glesbefolkat, med 48 invånare per kvadratkilometer. Närmaste större samhälle är Bar, 0,92 km söder om Bjeliši. Trakten runt Bjeliši består till största delen av jordbruksmark.